# Kovácsné József Magda
Kovácsné József Magda (Kápolnásfalu, 1942. július 1. –) magyar nyelvész, újságíró, szerkesztő. Kovács Nemere felesége.

## Életútja
Szövőnői szakképesítés után a sepsiszentgyörgyi textilipari szakiskolában érettségizett (1963), a Babeș-Bolyai Egyetemen magyar nyelv és irodalom szakon tanári oklevelet szerzett (1968). Tanár a csíkszentmártoni líceumban (1968/69), majd ötévi munkanélküliség után 1974-től a Dolgozó Nőnél a háztartási rovatot szerkesztette Kolozsvárt. A nyelvtudományok doktora (1983). 1990 januárjától a Családi Tükör főszerkesztője.

## Munkássága
Első írása a Hargita napilapban jelent meg (1969). Riportjait, nyelvművelő fejtörőit, életmód-felméréseit a Jóbarát, Ifjúmunkás, Falvak Dolgozó Népe közölte (1970–72). Jelentős névtani szaktanulmányai a NyIrK hasábjain Kápolnásfalu vezeték- (1972/1) és ragadványneveivel (1973/2), Máréfalva mai magyar személyneveivel (1975/2), valamint kereszt- és beceneveivel (1977/2), egy városi iskola diákragadványneveivel (1982/1–2), ill. a Havasalja ragadványneveivel (1989/3) foglalkoznak; Havasalja mai családneveiről c. értekezésével a Teiszler Pál szerkesztette Nyelvészeti tanulmányok 1980 című Kriterion-kötetben szerepelt.
Doktori disszertációja az udvarhelyszéki Havasaljához tartozó 21 település teljes személynév-rendszerét mutatja be, ezzel a témával szerepel a Nevek térben és időben című Korunk-füzetben is (Kolozsvár, 1984). Népszerűsítő névtani cikksorozata a Keresztény Szó önálló rovataként (1990-91) jelent meg. Szerkeszti a Családi Tükör Füzetek magyar és román nyelvű sorozatának köteteit.

## Köteteiből
- Az erdélyi Havasalja személynevei; ELTE, Bp., 1993 (Magyar névtani dolgozatok)
- Beszélni kell! Nyelvhelyességi segédkönyv kis- és nagydiákoknak, de nem csak nekik; vál., szerk. Kovácsné József Magda, bev. Péntek János; Dacia Könyvkiadó, Kolozsvár, 1996 (Tanulók könyvtára)
- Napok és nevek. Keresztszülők könyve; Művelődés, Kolozsvár, 2005 ISBN 9789738652972